# Rohan (Frankrijk)
Rohan is een gemeente in het Franse departement Morbihan in de regio Bretagne. De plaats maakt deel uit van het arrondissement Pontivy. Rohan (Frankrijk) telde op 1 januari 2022 1.541 inwoners.

## Geschiedenis
De stad is naamgever aan een van de oudste en machtigste families van Bretagne, het huis Rohan, afstammelingen van de oude koningen van Bretagne en gelieerd aan het Franse koningshuis.
Aanvankelijk behoorde Rohan tot het burggraafschap Porhoët. Toen dit gebied in de 11e eeuw verdeeld werd tussen de broers Godfried en Alain, verkreeg de laatste bijna het gehele gebied ten westen van de Oust en bouwde er een kasteel, château de Rohan. Hij werd daarmee stamvader van de burggraven van Rohan. In 1604 werd burggraaf Hendrik II van Rohan, een belangrijk leider der hugenoten door Hendrik IV van Frankrijk beleend met de titel hertog en pair van Frankrijk. Doordat hij de zetel van zijn heerlijkheid verplaatste van Rohan naar Pontivy verloor de stad zijn belang als vesting. Tegenwoordig is er weinig meer over van de grandeur die stad ooit had.
Op 1 juni 1974 gingen de gemeenten Saint-Gouvry en Saint-Samson op in de gemeente Rohan in een fusion-association. Dit hield in dat ze als commune associée nog enige mate van zelfstandigheid behielden. Per 1 juli 1994 werd deze status opgeheven en werden de voormalige gemeenten geheel in Rohan opgenomen.
Tot 2015 was Rohan de hoofdplaats van het gelijknamige kanton. Op 22 maart werd dit kanton opgeheven en werd Rohan opgenomen in het kanton Grand-Champ.

## Geografie
De oppervlakte van Rohan (Frankrijk) bedraagt 23,43 vierkante kilometer; Op 1 januari 2022 was de bevolkingsdichtheid 65,8 inwoners per km².Rohan ligt aan de rivier de Oust.

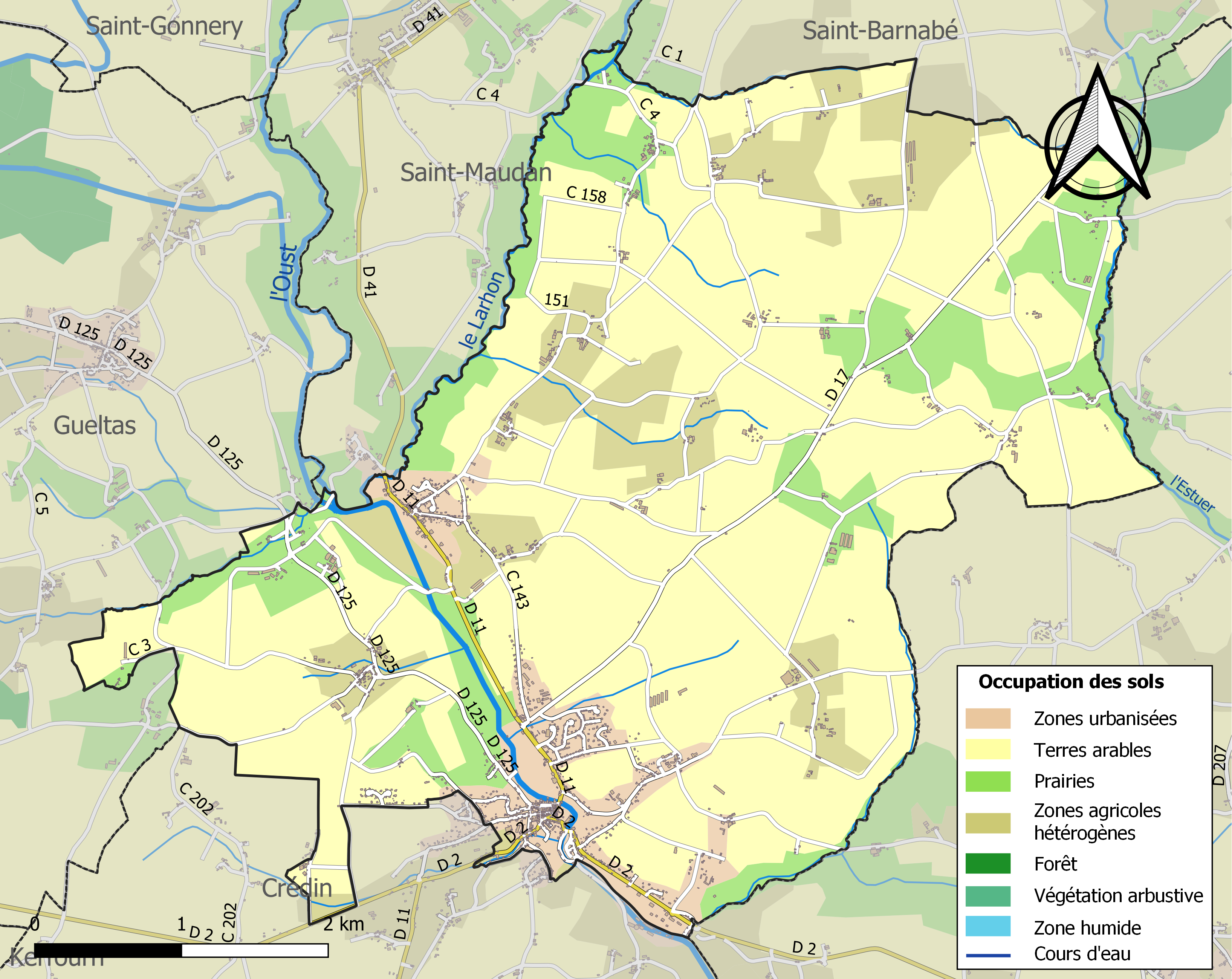
Kaart van de gemeente met de belangrijkste infrastructuur, bodemgebruik en omliggende gemeenten

## Demografie
Onderstaande figuur toont het verloop van het inwonertal.

## Bezienswaardigheden
- Château du Quengo
- Kapel Notre-Dame de Bonne-Encontre (16e-eeuws)
- Saint-Gouvrykerk (17e-eeuws)
- Saint-Gobienkerk (neogotisch)
- Saint-Samsonkerk (1904, neogotisch)

Brandivy · Bréhan · La Chapelle-Neuve · Colpo · Crédin · Évellys · Grand-Champ · Locmaria-Grand-Champ · Locminé · Locqueltas · Moustoir-Ac · Plaudren · Pleugriffet · Plumelin · Radenac · Réguiny · Rohan